# Edward Power
Edward Power (* 25. September 1936 in Medford, Massachusetts; † 24. Dezember 2021), auch Ed Power, war ein US-amerikanischer Schauspieler.

## Leben
Power wurde als Edward Everett Power in Medford im US-Bundesstaat Massachusetts geboren, einer Kleinstadt nördlich von Boston. Seine Eltern waren irische Auswanderer aus Cork. Power war das zweitjüngste von insgesamt sechs Geschwistern: Loretta, Mary, Frank, John und David. Nach dem Tod des Vaters zog seine Mutter Marion mit den Kindern nach Winchester in New Hampshire, wo er aufwuchs und zur High School ging.
Nach seiner Schulzeit besuchte er für ein Jahr ein Karmeliten-Kloster, mit dem ursprünglichen Wunsch, Mönch zu werden. Er fand aber in der kontemplativen Ordensgemeinschaft – nach eigener Aussage – nicht zum Glauben und wechselte an das College der Universität von New Hampshire, wo er schließlich plante Philosophie zu unterrichten. An der Universität begann er Englische Literatur zu studieren und machte einen Bachelor- und Masterabschluss in Geisteswissenschaften.
Am 23. Juni 1956 heiratete er seine erste Frau, Sally Jane Allen († 2019), mit der er die vier gemeinsamen Kinder Mark (* 1956), Beth (* 1958), Christopher (* 1958) und Gregory (* 1960) bekam. Um seine junge Familie versorgen zu können, nahm er ein Stipendium an der Emory-Universität in Atlanta an und arbeitete später beim Doubleday-Verlag in New York City, dem damals viertgrößten Verlag der Vereinigten Staaten (heute Teil von Penguin Random House und der Bertelsmann-Gruppe).
1964 wurde er für zwei Jahre im Rang eines Oberleutnant der Reserve von der United States Army einberufen; den Rang hatte er während der Reservistenausbildung am College erlangt. Dort arbeitete er als Assistent eines Generalleutnants bei einer Raketenabwehr-Einheit in Colorado Springs.
Nachdem sich das Paar 1966 getrennt hatte, entschloss sich Power aufgrund des Geldes Schauspieler zu werden, um die Familie weiterhin versorgen zu können – er hatte bis dahin lediglich in Bühnenstücken am College gespielt. Er nahm Schauspielunterricht, arbeitete als Barkeeper in den angesagten Clubs von Manhattan und erhielt erste Engagements am Theater.
Seine zweite Frau war die „Miss Illinois World-America“ von 1978, Barbara „Barb“ Figarola, die er 1982 heiratete und die vorher Mitglied des Cheerleading-Teams „Chicago Honey Bears“ der Chicago Bears war. Sie ist die Mutter von Peter Weber, Teilnehmer der 24. Staffel der US-amerikanischen Originalversion des Reality-Show-Formats Der Bachelor.

## Karriere
Nach ersten Bühnenerfahrungen am College und in New York City wurde er ab 1967 Gastgeber der Panel-Spielshow Guess My Sign (deutsch: Errate mein Sternzeichen); zu den festen und wechselnden Gästen der Sendung gehörten unter anderem Joanne Carson, Lillian Hayman und Jack Benny. Später ersetzte er einen Schauspieler in der Seifenoper Love Is a Many Splendored Thing und übernahm dort die Rolle des Spencer Garrison.
In den 1970er und 1980er Jahren folgten zahlreiche Haupt- und Nebenrollen in Filmen und Fernsehserien.
Hierzu gehören Rollen in den Serien Liebe, Lüge, Leidenschaft, Dr. med. Marcus Welby, Cannon, Barnaby Jones, Harry O, Drei Engel für Charlie, Kojak – Einsatz in Manhattan, Die Zwei mit dem Dreh, Der unglaubliche Hulk, Lou Grant, Buck Rogers, Cagney & Lacey, Simon & Simon und CBS Summer Playhouse. Eine wiederkehrende Rolle hatte er 1984 in der Fernsehserie Karussell der Puppen.
Ab 1973 war er auch in mehreren Filmen zu sehen, so in So wie wir waren (auch: Jene Jahre in Hollywood), In der Gewalt der Riesenameisen, Stuff – Ein tödlicher Leckerbissen, Kaltblütig geopfert und 1994 in Enthüllung, an der Seite von Michael Douglas und Demi Moore.
Seinen letzten Auftritt in einer Fernsehserie hatte er 1996 in einer Folge von Melrose Place.
Im deutschen Sprachraum wurde er unter anderem von Lothar Blumhagen, Norbert Gastell, Norbert Gescher, Klaus Kindler, Matthias Klages, Randolf Kronberg, Dieter Memel, Joachim Pukaß, Hartmut Reck, Christian Rode, Rolf Schult, Ortwin Speer, Horst Stark und Christian Tramitz synchronisiert.

## Filmografie (Auswahl)

### Film
- 1973: So wie wir waren
- 1974: Murder or Mercy (Fernsehfilm)
- 1977: Delta County, U.S.A. (Fernsehfilm)
- 1977: In der Gewalt der Riesenameisen
- 1979: Love’s Savage Fury (Fernsehfilm)
- 1985: Stuff – Ein tödlicher Leckerbissen
- 1993: Kaltblütig geopfert (Fernsehfilm)
- 1994: Enthüllung

### Fernsehen
- 1967: Love Is a Many Splendored Thing
- 1968: Liebe, Lüge, Leidenschaft
- 1974: Meiner Frau bleibt nichts verborgen (The Girl with Something Extra)
- 1974: Dr. med. Marcus Welby
- 1974: Cannon
- 1975: The Manhunter
- 1975–1979: Barnaby Jones
- 1976: Harry O
- 1976: Most Wanted
- 1976–1978: Drei Engel für Charlie
- 1977: Die Straßen von San Francisco
- 1977: Kojak – Einsatz in Manhattan
- 1978: Die Zwei mit dem Dreh
- 1978: The American Girls
- 1978–1980: Der unglaubliche Hulk
- 1979: Married: The First Year
- 1979: This Is the Life (auch: The Fisher Family)
- 1980: Lou Grant
- 1980: Buck Rogers
- 1981: Palmerstown, U.S.A.
- 1982: Another World
- 1984: Karussell der Puppen
- 1985: Lime Street
- 1987: Cagney & Lacey
- 1988: Simon & Simon
- 1988: CBS Summer Playhouse
- 1989: TV 101
- 1996: Melrose Place